# Hessea tenuipedicellata
Hessea tenuipedicellata är en amaryllisväxtart som beskrevs av Deirdré Anne Snijman. Hessea tenuipedicellata ingår i släktet Hessea och familjen amaryllisväxter. Inga underarter finns listade i Catalogue of Life.